# 7912 Lapovok
7912 Lapovok è un asteroide della fascia principale. Scoperto nel 1978, presenta un'orbita caratterizzata da un semiasse maggiore pari a 2,4435614 UA e da un'eccentricità di 0,1304457, inclinata di 0,94082° rispetto all'eclittica.